# 凯莉·劳
凯莉·劳（英語：Kelley Law，1966年1月11日—），加拿大女子冰壶运动员。她曾代表加拿大参加2002年冬季奥林匹克运动会冰壶比赛，获得一枚铜牌。她也曾获得2000年世界女子冰壶锦标赛冠军。